# Heavenly Creatures
Heavenly Creatures (bra: Almas Gêmeas; prt: Amizade sem Limites) é um filme neozelandês de 1994, dos gêneros drama e cinebiografia, dirigido por Peter Jackson, com roteiro baseado na história real do assassinato de Parker-Hulme, em Christchurch, na Nova Zelândia.

## Sinopse
Juliet é uma menina rica que se muda para a Nova Zelândia, onde conhece Pauline. Elas se tornam muito amigas e, como têm problemas com seus pais, a amizade se aprofunda. Durante dois anos elas não se separam por motivo nenhum, até que Juliet fica doente e é internada. Pauline é acusada de homossexualidade e os pais proíbem a amizade. Então, as meninas planejam fugir, mas não conseguem. Pauline, então, toma uma drástica decisão.

## Elenco principal
- Melanie Lynskey.... Pauline Yvonne Parker
- Kate Winslet.... Juliet Marion Hulme
- Sarah Peirse.... Honorah Parker Rieper
- Diana Kent.... Hilda Hulme
- Clive Merrison.... Dr. Henry Hulme
- Simon O'Connor.... Herbert Rieper
- Jed Brophy.... John ("Nicholas")
- Peter Elliott.... Bill Perry
- Gilbert Goldie.... dr. Bennett
- Geoffrey Heath.... reverendo Norris

## Principais prêmios e indicações
| 1996 | Atriz britânica do ano - Kate Winslet     | Empire Awards, UK                   | vencedor |
| 1996 | Atriz britânica do ano - Kate Winslet     | London Critics Circle Film Awards   | vencedor |
| 1996 | Diretor do ano - Peter Jackson            | London Critics Circle Film Awards   | vencedor |
| 1996 | Filme do ano - Melhor filme               | London Critics Circle Film Awards   | indicado |
| 1995 | Melhor roteiro adaptado                   | Oscar                               | indicado |
| 1995 | Melhor atriz - Melanie Lynskey            | Nokia New Zealand Film Awards       | vencedor |
| 1995 | Melhor atuação estrangeira - Kate Winslet | Nokia New Zealand Film Awards       | vencedor |
| 1995 | Melhor atriz coadjuvante - Sarah Peirse   | Nokia New Zealand Film Awards       | vencedor |
| 1995 | Melhor diretor - Peter Jackson            | Nokia New Zealand Film Awards       | vencedor |
| 1995 | Melhor fotografia                         | Nokia New Zealand Film Awards       | vencedor |
| 1995 | Melhor trilha sonora                      | Nokia New Zealand Film Awards       | vencedor |
| 1995 | Melhor edição                             | Nokia New Zealand Film Awards       | vencedor |
| 1995 | Metro Media Award - Melhor filme          | Toronto International Film Festival | vencedor |
| 1995 | Grand Prize - Melhor filme                | Gérardmer Film Festival             | vencedor |
| 1995 | Melhor atriz coadjuvante - Sarah Peirse   | Chlotrudis Awards                   | indicado |
| 1994 | Leão de Prata                             | Festival de Veneza                  | vencedor |